# Mas Miró (Montroig)
La finca llamada Mas Miró se encuentra ubicada en el sector sudeste de las afueras de la población de Montroig (provincia de Tarragona, España). 
El Mas Miró, más allá de su valor estrictamente histórico, arquitectónico y paisajístico, presenta un valor añadido, dada la importancia de este lugar en la creación pictórica de Joan Miró. La obra y el universo mironiano se gestaron en este espacio físico, en el marco estricto del Mas y de las tierras que lo rodean. Es aquí donde Miró decidió dedicarse exclusivamente a la pintura, y de donde provienen las primeras obras que lo catapultaron internacionalmente, convirtiéndose en uno de los pintores más relevantes del siglo XX. 

## Arquitectura
El Mas Miró está configurado por una serie de edificios de diversas épocas, que abarcan desde el siglo XVIII al XX. 
Desde el punto de vista arquitectónico, el edificio principal se enmarca dentro de la tipología de las casas de indianos. Se trata de un casal revocado en blanco, de planta baja y dos pisos rematados mediante una cornisa de la que sobresale una torre cuadrada, centrada respecto a la fachada. 
El cuerpo central del edificio queda protegido, en su cara anterior, por un gran patio o era de la que destaca la característica y enorme palmera. El edificio está flanqueado por dos cuerpos anexos: por un lado, la antigua entrada para los carruajes, de una planta, y la casa de los arrendatarios, un edificio de dos plantas y buhardilla, perpendicular a la fachada principal con tejado de teja árabe a dos vertientes.
Contigua al edificio para los carruajes está la capilla, un edificio de estilo neogótico. Recorren la fachada principal, y simétricamente dispuestos, por un lado, dos pisos de grandes ventanales con arco de medio punto, y por otro, un portal y una ventana de arcos rebajados al nivel de la primera planta y tres grandes ventanales en el primer piso.

## El estudio de Joan Miró
A pocos metros del edificio principal, y cerca de la capilla, se encuentra el estudio del pintor, un pequeño edificio formado por planta y altillo, rematado con bóvedas a la catalana y profusamente iluminado por unos grandes ventanales. Desde el altillo se accede a una pequeña terraza, desde donde se divisa el huerto y el mar. Se trata de un edificio del siglo XX, de paredes blancas y desnudas, de las que destacan de forma especial dos «grafitis» hechos por Miró y una chimenea. En el interior se conservan aún varios instrumentos del pintor, una sencilla mesa de comedor, y una pequeña cama de cuatro patas. En una recámara se almacenan objetos, libros y alguna pieza de ropa del artista. 